# Arnabijja
Arnabijja (arab. أرنبية) – wieś w Syrii, w muhafazie Aleppo, w dystrykcie Manbidż. W 2004 roku liczyła 786 mieszkańców.